# Liste der Richter Israels
Die Liste der Richter Israels listet alle Richter der Israeliten (ca. 1300 v. Chr. – ca. 1025 v. Chr.), über die im Tanach berichtet wird, auf:
- Mose
- Josua, der Sohn Nuns
- Otniël
- Ehud
- Schamgar
- Debora (weiblich)
- Barak
- Gideon
- Tola
- Jaïr
- Jiftach
- Ibzan
- Elon
- Abdon ben Hillel
- Simson (auch: Samson)
- Eli
- Samuel